# Surcula
Surcula es un género de gastrópodos perteneciente la familia Turridae.

## Especies
- Surcula coerulea Weinkauff
- Surcula pyramidata Kiener